# Перес (гора)
Пе́рес (ивр. הר פרס‎ Хар-Перес, араб. تل الفرس‎, Таль-эль-Фарас) — гора вулканического происхождения на Голанских высотах.

## Описание
С сентября 1974 года на склонах горы Перес работает завод кибуца Мером-Голан, где производят дробление лёгких вулканических материалов. Материал в дальнейшем используется в промышленном строительстве, для производства блоков, зданий, дорог и садов, а также при производстве постельных принадлежностей.